# Brytyjskie Terytorium Antarktyczne
Brytyjskie Terytorium Antarktyczne (ang. British Antarctic Territory) – obszar Antarktyki pomiędzy równoleżnikiem 60° S oraz południkami 20° W i 80° W a biegunem południowym, do którego prawa rości sobie Wielka Brytania włączając ten obszar do terytoriów zamorskich. Część tego obszaru pokrywa się z roszczeniami terytorialnymi Argentyny i Chile: z Antarktydą Argentyńską oraz z Chilijskim Terytorium Antarktycznym, jednakże państwa-strony Traktatu Antarktycznego zawiesiły swe roszczenia na czas jego obowiązywania.

## Administracja
Terytorium administrowane jest z Londynu przez brytyjskie Ministerstwo Spraw Zagranicznych (Foreign and Commonwealth Office). Komisarz ma siedzibę w Departamencie Terytoriów Zamorskich (Overseas Territories Department) i jest szefem Sekcji Regionów Polarnych (Polar Regions Section).